# إمبيلية إسفينية
إمبيلية إسفينية (الاسم العلمي:Embelia cuneata) هي نوع من النباتات تتبع جنس الإمبيلية من فصيلة الربيعية.